# Lliga espanyola de futbol sala de la RFEF
La Lliga espanyola de futbol sala de la RFEF, també anomenada Lliga espanyola de futbol 5, fou una competició esportiva de clubs espanyols de futbol sala. De caràcter anual, fou organitzada per l'Associació Espanyola de Clubs de Futbol Sala (AECFS) de la Reial Federació Espanyola de Futbol. Se celebrà per primer cop la temporada 1983-84 amb els equips federats a la RFEF. Anys abans, hi havia hagut una escissió de clubs de futbol sala, liderada per l'Inter Fútbol Sala i el seu president, José María García, que crearen una associació paral·lela, l'ASOFUSA, i disputaren les competicions organitzades per la Federació Espanyola de Futbol Sala (FEFS). El equips participants disputaven una primera fase en format de lligueta a doble volta i els quatre millors classificats accedien a la fase final. Els quatre equips disputaven les semifinals i finals en format d'eliminació directa a doble partit, guanyant qui tingués millor diferència de gols. El campió del torneig era declarat campió de Lliga de futbol sala de la RFEF i tenia dret a participar en les competicions europees de la temporada següent.
El Chaston Futbol Sala (1983-84, 1984-85) i el Club Deportivo Sumarsa (1986-87, 1987-88) guanyaren la competició en dues ocasions, respectivament. Per altra banda, el Club Futbol Sala la Garriga conquerí la darrera d'edició del torneig (1988-89) davant del Futbol Club Barcelona. Pocs dies després, el juny de 1989, l'AECFS i l'ASOFUSA arribaren a un acord per fusionar les dues competicions i crearen la Lliga Nacional de Futbol Sala, on hi participaren els clubs de futbol sala de les dues associacions.

## Historial
| En negreta = Equip guanyador 1-1 = Marcador campió-subcampió (prò.) = Pròrroga (p.) = Penals (1) = Nombre de títols Nota: Noms dels equips segons l'època. |

| Edició | Temp.   | Campió                 | Resultat  | Subcampió          | refs.                         |
| ------ | ------- | ---------------------- | --------- | ------------------ | ----------------------------- |
| I      | 1983-84 | Egasa Chaston (1)      | 2-3 / 3-0 | Unión Sport        | [ 6 ]                         |
| II     | 1984-85 | Egasa Chaston (2)      | 2-1 / 4-1 | Mailing Center     | [ 6 ] [ 7 ] [ 8 ] [ 9 ] [ b ] |
| III    | 1985-86 | Deportes Blanes FS (1) | lligueta  | Egasa Chaston      | [ 11 ]                        |
| IV     | 1986-87 | CD Sumarsa (1)         | 2-5 / 2-0 | Deportes Blanes FS | [ 12 ]                        |
| V      | 1987-88 | CD Sumarsa (2)         | 1-7 / 5-3 | Egasa Chaston      |                               |
| VI     | 1988-89 | Isolar la Garriga (1)  | 2-1       | FC Barcelona       | [ 13 ] [ 14 ] [ 15 ]          |

1. ↑  Mailing Center era el nom del patrocinador del club Unión Sport.
2. ↑  Resultats de les semifinals: Chaston-Sumarsa (3-2, 1-1); Mailing Center-Cacaolat Nàutic (4-2, 6-0).[10]